# Siphocampylus macropodus
Siphocampylus macropodus är en klockväxtart som först beskrevs av Carl Peter Thunberg, och fick sitt nu gällande namn av George Don jr. Siphocampylus macropodus ingår i släktet Siphocampylus och familjen klockväxter. Inga underarter finns listade i Catalogue of Life.